# Antoni Guiu
Antoni Guiu (Sant Joan de les Abadesses, Ripollès, 1773 — Girona, 1836) fou un organista i compositor català, mestre interí de la catedral de Girona.
Als 14 anys (1787), fou organista a Ripoll Sanhuana
i Organista a la catedral de Girona al 1804, en substitució de Josep Prat.
Al 1807 el capitol li dona diners per poder-se instal·lar a Girona.
Mestre interí (Agost 1815) organista de la Seu, després de la mort del mestre Compta. Durant el maig de 1816 va presentar la seva dimissió.
A Girona, durant la invasió francesa al 1813, Guiu es va plantejar marxar de la catedral degut a problemes per poder subsistir. L'any 1814, acabà la guerra i encara que va haver de lluitar contra l'exèrcit francès, Guiu sembla content amb la nova constitució i el tipus de govern napoleònic.
Es va exiliar a Nimes, fins que retornà a Girona a l'any 1828 per seguir com a organista de la catedral de Girona fins a la seva mort.
En el manuscrit Consueta per lo regimen del Organista de la Cathedral de Girona, l'organista Antoni Guiu va anar apuntant la tasca que havia de realitzar l'organista cada dia de l'any i el sou que havia de percebre.

## Obres
- Simfonia amb orquestra obligada d'Òrgan, Yntroduccion i variacions de flauta, piano i fagot obligats.
- Simfonia obligada de òrgan, per violíns, viola, flauto, clarinets, corni, òrgan i baix.
- Tema amb Variacions per al Violoncello à tota Orquestra.
- Gois per a quatre veus i instruments (1773-1836)
- Goigs per a cinc veus i instruments (1773-1836)
- Missa
- Polonesa i Air sur la prise du Trocadero per a piano
- Sinfonia per a flauta, violí i piano
- Variacions per a violí i piano
- Variacions per a flauta, fagot i piano
- Rondó per a piano